# ویاچسلاو داتسیک
ویاچسلاو داتسیک (روسی: Вячесла́в Вале́рьевич Да́цик؛ زادهٔ ۱۹۸۰) ورزشکار هنرهای رزمی ترکیبی اهل روسیه است.